# Enfrentamientos en Kalay de 2021
Los enfrentamientos en Kalay de 2021 fueron una serie de enfrentamientos entre el Tatmadaw y manifestantes armados en la ciudad de Kalay y las aldeas que la rodean en el municipio de Kale durante la insurgencia antigolpista de 2021-2022 en Myanmar. El conflicto en el municipio se convirtió en uno de los primeros casos de resistencia armada al ejército de Myanmar, aparte de las acciones de las organizaciones armadas étnicas durante los primeros disturbios en el país tras el golpe de Estado de febrero.

## Antecedentes
El 28 de marzo se informó de los primeros casos de resistencia armada a la represión militar de las protestas en la zona. Los manifestantes armados con armas como rifles de caza caseros han establecido fortalezas en partes de Kalay y han participado en batallas con el Tatmadaw, que asaltó estos bastiones en varias ocasiones. Además, aldeanos armados han emboscado y atacado a soldados y policías de Tatmadaw en ruta a la ciudad en apoyo de los manifestantes. Decenas de manifestantes, soldados y policías han muerto en total desde el 28 de marzo.

## Enfrentamientos
El 28 de marzo de 2021, el Tatmadaw irrumpió en el campamento de protesta de Tarhan, uno de los bastiones de los manifestantes en Kalay. Manifestantes armados se enfrentaron con el Tatmadaw en la ciudad con rifles de caza caseros, mientras que los aldeanos atacaron a los soldados fuera de la aldea. Los manifestantes se vieron obligados a retirarse y el campamento de protesta fue destruido por el Tatmadaw esa noche. Según los informes, 4 manifestantes armados y cuatro soldados murieron durante los enfrentamientos, y 17 soldados resultaron heridos adicionalmente.
Entre el 30 de marzo y abril, los aldeanos alrededor del municipio de Kale emboscaron a los refuerzos de Tatmadaw en el camino a Kalay en una ofensiva que provocó la muerte de 5 aldeanos. 11 manifestantes también murieron en Kalay, sin información sobre enfrentamientos. El campamento de protesta fue reconstruido y las protestas continuaron.
El 31 de marzo, un aldeano recibió un disparo en la cabeza y fue asesinado por las fuerzas de seguridad en Natchaung, mientras que cuatro agentes de policía fueron capturados por manifestantes armados en Kalay el mismo día, presuntamente intentando explorar las posiciones de los manifestantes. Alrededor de algún tiempo, los manifestantes en Kalay se organizaron en el «Ejército Civil de Kalay». Los policías capturados fueron devueltos más tarde al Tatmadaw a cambio de la liberación de 9 civiles que fueron detenidos por los militares de la ciudad. Este es el primer acuerdo de este tipo que tuvo lugar durante las protestas de 2021.
En las primeras horas de la mañana del 7 de abril, el Tatamadaw llevó a cabo por segunda vez otro asalto a los bastiones de las protestas en Kalay. Las fuerzas de seguridad irrumpieron en el campamento de Tarhan desde múltiples direcciones, armadas con ametralladoras y granadas. Las fuerzas de seguridad enviadas para retirar las barricadas abrieron fuego contra los manifestantes. Los combatientes del Ejército Civil de Kalay se enfrentaron con las fuerzas de seguridad, mientras que 45 minutos después de la batalla, los soldados de Tatmadaw cortaron a Tarhan de los refuerzos que intentaban reforzar a los defensores del campamento. Según los informes, 11 manifestantes murieron, y 10 resultaron heridos en los enfrentamientos, mientras se llevaba a cabo una campaña de arresto en la ciudad. Sin embargo, los manifestantes salieron a las calles horas después.